# Discovery Channel
Discovery Channel američki je program koji je utemeljio John Hendricks. Stvara ga tvrtka Discovery Communications koja mu je ujedno i vlasnik. Emitira dokumentarne filmove, najčešće o popularnoj znanosti, tehnologiji i povijesti.
Praćen je u 430 milijuna domova u 170 zemalja svijeta ,a prevodi se na 33 jezika, kako sinkronizacijom tako i podnaslovima.[nedostaje izvor]
Discovery grupa za područje Europe sastoji se od sljedećih kanala: Discovery Channel, Animal Planet, Discovery Science, Discovery World, Investigation Discovery, Discovery HD i Animal Planet HD. 
U Hrvatskoj se emitiraju verzije Discovery kanala za Središnju i Istočnu Europu. Od 3. listopada 2009. godine Discovery Channel je lokaliziran podnapisima na hrvatski jezik. U skorijoj budućnosti očekuje se lokalizacija Investigation Discoveryja, a poslije i ostalih kanala iz Discoveryjeve produkcije.

## Popularne emisije
Neke od popularnih emisija:
|  | - A Haunting - American Loggers - Cash Cab - Deadliest Catch - Destroyed In Seconds - Dirty Jobs - Fight Quest - Factory Made - Future Weapons - How It's Made - Goli i prestrašeni | - Razbijači mitova - One Way Out - Out of the Wild - Pitchmen - Planet Earth - Survivorman - The Colony - Time Warp - Treasure Quest - Wreckreation Nation |

## Zanimljivosti
- Discovery Channel je 2005. bio sponzor ekipe Lance Armstronga na utrci Tour de France.

- Discovery Channel financira izgradnju Discovery Channel Teleskopa, u suradnji s Lowell Observatory.

## Razvoj logotipa
- 1985. do 1995.
- 1995. do 2000.
- 2000. do 2008.
- od 2008.

Logotip koji je bio u uporabi do 2008. još se rabi u dosta zemalja. U Hrvatskoj od 4. listopada 2009. godine u uporabi je novi logo i vizualni identitet sa satnicom i za Zagreb.

## Vanjske poveznice
- Službena stranica
- Discovery Channel Europe